# (8084) Dallas
(8084) Dallas (1989 CL1) – planetoida z grupy pasa głównego asteroid okrążająca Słońce w ciągu 5,37 lat w średniej odległości 3,07 au. Odkryta 6 lutego 1989 roku.